# Ferrari F355 Challenge
Ferrari F355 Challenge wydana na konsolę Dreamcast jako F355 Challenge – gra wyścigowa z 1999 roku wyprodukowana przez SEGA.

## Rozgrywka
Ferrari F355 Challenge jest grą wyścigową, w grze gracz ma do dyspozycji różnego rodzaju samochody włoskiej firmy Ferrari. W grze zawarto pięć trybów gry m.in. tryb mistrzostw, wyścig oraz jedenaście prawdziwych tras (m.in. Monza i Suzuka. Wraz z odblokowywaniem gry gracz otrzymuje bonusy. Po zakończeniu każdego przejazdu na ekranie ukazują się szczegółowe statystyki i wykresy.
W trybie gry wieloosobowej może uczestniczyć dwóch graczy w trybie podzielonego ekranu.